# Pachydactylus laevigatus
Pachydactylus laevigatus este o specie de șopârle din genul Pachydactylus, familia Gekkonidae, descrisă de Fischer 1888.

## Subspecii
Această specie cuprinde următoarele subspecii:
- P. l. laevigatus
- P. l. pulitzerae